# Indre (Loire-Atlantique)
Indre (Antr ou Endrez em bretão) é uma comuna francesa situada no departamento de Loire-Atlantique, na região Pays de la Loire. 
O nome da comuna tem sua origem na palavra latina antrum ("antro" em português). Ela se chamou sucessivamente Antrum e Antrinse monasterium em 840, Andra em 1144, Aindre e finalmente Indre.
A cidade é também chamada de La cité des trois îles (a cidade das três ilhas).

Brasão de armas de Indre.